# 38. šahovska olimpijada
38. šahovska olimpijada je potekala od 12. do 25. novembra 2008 v Dresdnu v Nemčiji.
Na olimpijadi je sodelovalo 126 ekip na odprtem turnirju in 111 na ženskem turnirju.

## Spremembe pravil
Na olimpijadi je  bila uveljavljena sprememba nekaterih pravil.  
- V vsaki ekipi so štirje igralci/igralke z eno rezervo.
- Osnovne postave ekip je bilo treba prijaviti najkasneje do 12. septembra 2008 (včasih je bilo to možno tudi le nekaj ur pred začetkom).
- Remiji niso bili dovoljeni pred 30. potezo (izjema je ponavljanje ali mrtva pozicija). Kljub temu so bile nekatere partije remizirane že v 16. potezi.[3]
- Vsi tekmovalci morajo na začetku kola sedeti za šahovnico in se rokovati ali pa bodo izgubili partijo.

## Slovenska reprezentanca
Moški (po ratingu)
- GM Aleksander Beljavski 2619
- GM Duško Pavasovič 2597
- GM Luka Lenič 2569
- IM Jure Borišek 2548
- IM Jure Škoberne 2501

Slovenska ekipa je bila po povprečnem ratingu uvrščena na 28. mesto. Selektor ekipe je bil Georg Mohr.
Ženske (po ratingu)
- IM Ana Muzičuk 2508
- wGM Jana Krivec 2345
- wIM Vesna Rožič 2293
- wGM Ana Srebrnič 2290
- wFM Ksenija Novak 2163

Slovenska ekipa je bila po povprečnem ratingu uvrščena na 14. mesto. Selektor ekipe je bil Matjaž Mikac.

## Rezultati

### Odprti turnir
1. Armenija
2. Izrael
3. ZDA

...
17.  Slovenija

### Ženski turnir
1. Gruzija
2. Ukrajina
3. ZDA

...
37.  Slovenija